# Delia Zapata Olivella
Delia Zapata Olivella (Santa Cruz de Lorica, 1 de abril de 1926-Bogotá, 24 de mayo de 2001) fue una bailarina, folclorista y reconocida profesora. Se destacó como artista y maestra de los bailes folclóricos de las costas Pacífica y Atlántica de Colombia. Su investigación y arte escénico comprende la danza como un arte íntimamente relacionado con la tradición oral popular, el canto, la música, el teatro, el vestuario y las costumbres de una comunidad.

## Biografía
Nació el 1 de abril de 1926 en Lorica, Córdoba-Colombia. Al año de nacida, su familia se trasladó a Cartagena y se instalaron a la calle del Espíritu Santo del barrio Getsemaní. Hizo su bachillerato en la Universidad de Cartagena y luego se formó en artes plásticas en la Universidad Nacional, mientras tomaba clases de baile. Como escultora ganó su primer premio en 1954 en la ciudad de Barranquilla. Fundó la compañía de danza "Ballet Folklórico Delia Zapata Olivella" y en variadas ocasiones trabajó junto a los Gaiteros de San Jacinto. Desarrolló una amplia labor como promotora del folklore de las costas de Colombia junto con su hermano Manuel Zapata Olivella.
Delia Zapata fue una autoridad de la música y los bailes de las costas Caribe y Pacífica de Colombia. Durante décadas, realizó un impecable trabajo de investigación y difusión que la convirtió en fuente esencial de información sobre éstas tradiciones culturales. Enseñó en la Universidad Nacional de Colombia y en la Universidad Central y creó la carrera de Danzas y Teatro tradicionales -junto con Rosario Montaña- en la Universidad Antonio Nariño de Bogotá. Delia fue pionera en describir las danzas folclóricas y en realizar planimetrías y dibujos coreográficos. Su principal misión fue la de ser maestra transmisora de estas danzas que fueron su inspiración. 
Gracias a su hija Edelmira Massa Zapata, hoy tenemos acceso a su trabajo investigativo. Edelmira se dio a la tarea de recoger todos sus apuntes y publicarlos en el Manual de Danzas de la Costa Atlántica de Colombia, importante legado cultural. Cuando se encontraba en Costa de Marfil (África), investigando las raíces del folklore colombiano, contrajo malaria y esto le causó la muerte en el año 2001. El cuerpo fue cremado, y sus cenizas traídas a la ciudad que la acogió en su infancia. El galeón Bucanero navegó la bahía para depositar en el fondo del mar sus cenizas. 

## Vida artística
La niña Delia, como le decían, vivenció ese espíritu creador y tradicional de la gente cartagenera. Su primer contacto con las artes escénicas fueron obras de teatro que inventaba con su padre, el viejo Zapata, y sus hermanos, inspirados en el cine mudo. A la edad de 27 años ya tenía su grupo de danza que se presentó en el Primer Espectáculo de Danzas Negras en el Teatro Colón de Bogotá, en 1953, escenario dedicado a las artes puras y cultas, el primer espectáculo de danzas negras, con Delia como bailarina protagonista; a partir de ese momento podemos considerarla como la precursora y promotora del sentimiento popular dignificado. A mediados de los cincuenta trabajó en espectáculos en Barranquilla y Cali.  
A partir de 1957 comenzó una gran gira con sus bailarines: recorrieron España, Francia, Alemania, Checoslovaquia, la Unión Soviética y China. En China y Moscú fueron invitados a los festivales de la juventud. En los sesenta, continuó su recorrido internacional en giras por Estados Unidos y Centroamérica, y en los setenta creó la Fundación Instituto Folclórico Delia Zapata Olivella en Bogotá. 
En 1963 fue nombrada Coreógrafa Titular y Directora del Cuerpo de Danza del Instituto Popular de Cultura de Cali. El siguiente año fue invitada a Panamá al Festival Artístico de Verano. En 1965 recibió una beca de Intercambio Cultural Internacional que la llevó a dictar un curso en el Departamento de música de la OEA en Washington y a dedicarse al estudio de danzas negras con Katherine Dunham. En la ciudad de Nueva York organizó el Grupo de Danzas Colombianas, realizó un desfile el Día de la Raza y se ganó todo el cariño de la colonia colombiana de Nueva York, que le otorgó el Premio al Mérito.
En 1984, Delia Zapata Olivella decidió crear un grupo de danzas en Cartagena. Como Delia vivía en Bogotá, y tenía allá su grupo base, delegó a su hija Edelmira Massa Zapata la dirección del nuevo grupo en Cartagena. Así, se convocaron audiciones para los jóvenes entusiastas del baile en la ciudad. El grupo comenzó a ensayar rigurosamente tres horas diarias entre semana y hasta cuatro horas los sábados en la Escuela de Bellas Artes. Delia visitaba Cartagena cada dos o tres meses para supervisar el progreso del grupo, Edelmira dirigía las clases regularmente y su madre comenzaba sentada, observando el ensayo, pero terminaba bailando a la par de los estudiantes.
En 1976, consolidó la Licenciatura en Danzas y Teatro en la Universidad Antonio Nariño de Bogotá, estructurándose como un programa único en Colombia para el momento. Trabajó junto a la actriz y dramaturga Rosario Montaña Cuellar, quienes investigaron las tradiciones populares del país y su aplicación en un programa académico de educación superior, incluyendo metodologías para enseñar las danzas.
Llegó el año 1986 y Cartagena recibió la visita del papa Juan Pablo II. Fue Delia Zapata Olivella la encargada del montaje del espectáculo folclórico que se ofreció al sumo pontífice. El grupo ensayaba en el salón Vicente Martínez Martelo de la alcaldía, hasta la noche del 6 de julio, cuando llegó el Santo Padre. El repertorio fue un recorrido danzante por Colombia: joropo de los Llanos Orientales, san juanero de los Andes, contradanza y jota chocoana del Pacífico y finalmente, los indios farotos y la cumbia de la Costa Caribe. Al concluir la función, el papa bajó del templete construido en la explanada de Chambacú para el evento, se aproximó a la tarima, saludó y agradeció, en su español con acento polaco, a los “danzantes y musicantes” por aquella presentación. Regaló a Delia un rosario y le dio la bendición.
Después de la visita del papa quedó consolidado el grupo como Calenda, nombre que le adjudicó su hija Edelmira Massa Zapata. Calenda en alusión al baile de origen africano predecesor y referente del mapalé. Calenda también es la palabra de la que proviene calendario, y para los antiguos romanos era el primer día de cada mes. En Cartagena, "calenda" era el día 3 de febrero, o día libre que tenían los esclavizados durante la época colonial. Ese día, los esclavizados se congregaban en el Convento de la Popa y bajaban por el cerro en una procesión. Hacían una sátira o mofa de las cortes europeas, semejante a un cabildo, la institución colonial que, desde el siglo XVI, prohibía a los negros la celebración de sus ritos. Por esta razón, en el Cabildo de los negros había reyes y reinas, príncipes y princesas, duques, condes y bufones.

## Colegio Distrital en Bogotá
El Delia Zapata Olivella es un colegio público ubicado en Bogotá específicamente en los barrios Fontanar del Río y Bilbao en la Localidad de Suba. Su uniforme es azul, con franjas blancas, pues, según tradición cristiana, estos colores fueron usados en el entierro de Delia. Fue premiado por la alcaldía de Suba junto al Consejo Local de Protección y Bienestar Animal y la CAR por el proyecto "Amigos de 4 patas".